# Szentimrey Borbála

Szentimrey Borbála

Szentimrey Borbála kurátror, webdesigner és kreatív tanácsadó. Munkássága a képzőművészet, a digitális design és a kreatív vállalkozások támogatásának határterületein mozog. Alapítója a Szentimrey Webdesign nevű vállalkozásnak, amely kifejezetten művészek, kézművesek, filmesek, írók és más kreatív szakemberek számára kínál webes és marketingtámogatást.

## Élete és tanulmányok
Szentimrey Borbála a Magyar Képzőművészeti Egyetemen szerzett diplomát 2021-ben, képzőművészet-elmélet szakon. Tanulmányai során elsősorban a kortárs művészet közvetítésének, értelmezésének és bemutatásának kérdéseire fókuszált, különös figyelmet fordítva a digitális terek és az online kulturális reprezentáció lehetőségeire.
Egyetemi évei alatt számos kiállítás és művészeti projekt szervezésében vett részt, többek között kurátori, szövegírói és kommunikációs szerepekben. Közreműködött hallgatói és független művészeti események létrehozásában, valamint intézményi együttműködésekben is, például a FUGA Budapesti Építészeti Központ és az ISBN könyv+galéria programjainak keretében.
Diplomamunkájában a virtuális kiállítóterek kortárs szerepét vizsgálta, elemzéseiben a múzeumi digitalizáció, az archívumhasználat és az online műélvezet elméleti és gyakorlati aspektusait tárgyalta. Ez a kutatási irány meghatározó hatással volt későbbi pályájára, és hozzájárult ahhoz, hogy a képzőművészeti háttérrel rendelkező alkotók és kulturális szereplők számára célzott webes megoldások fejlesztésével kezdjen foglalkozni.
A diploma megszerzése után digitális kommunikációval, vizuális arculattervezéssel és webdesignnal kezdett el foglalkozni, önállóan bővítve technikai ismereteit. Munkájában ötvözi a művészetelméleti gondolkodást a gyakorlati digitális megvalósítással, elsősorban egyéni alkotók és kis műhelyek vizuális megjelenésének és márkakommunikációjának támogatásán keresztül.

## Kurátori tevékenység
Szentimrey Borbála egyetemi évei alatt és azt követően több független művészeti projekt és kiállítás kurátori munkálataiban vett részt. Kurátori gyakorlatát elsősorban fiatal, pályakezdő képzőművészek és tematikus csoportos kiállítások bemutatására fókuszálva alakította ki. A kiállítások helyszínei között szerepeltek független kulturális terek és intézményi kiállítóhelyek egyaránt.
- Elfeledett magyar népmesék][1] - Magyar Képzőművészeti Egyetem, Aula, 2018. 06. 23.
- 2476/7624[2] - Pelikán Galéria, Székesfehérvár, 2018. 06. 14.
- Nagyvárosi brand/ Ön itt áll! részkiállítás[3] - Fuga - Budapesti Építészeti Központ, Budapest, 2018. 11. 14.
- Ezt Kapjátok Karácsonyra! – Sándor János önálló kiállítása[4] - Müszi Köztér, Budapest, 2018. 12. 12.
- Recycling Mind – Ágoston Kristóf önálló kiállítása[5] - Müszi Köztér, Budapest, 2019. 02. 27
- SUBLIME ENTRANCE – Enyedi Zsolt önálló kiállítása[6] - PINCE Artist run space, Budapest, 2020. 02. 25.
- Tértelen Hely – Diplomakiállítás[7] - Online, 2021. 06. 10.